# Melampyrum heracleoticum
Melampyrum heracleoticum är en snyltrotsväxtart som beskrevs av Pierre Edmond Boissier och Orph.. Melampyrum heracleoticum ingår i släktet kovaller, och familjen snyltrotsväxter. Inga underarter finns listade i Catalogue of Life.